# L'Aube (film, 1966)
Pour les articles homonymes, voir L'Aube.
Pour plus de détails, voir Fiche technique et Distribution.
L'Aube (arabe : الفجر, soit El-Fajr) est un film tunisien réalisé par Omar Khlifi en 1966. En noir et blanc, c'est le premier long métrage du cinéma tunisien.

## Synopsis
Dans les derniers mois du protectorat français de Tunisie, vers 1954, trois jeunes gens de conditions différentes, Mustapha, issu d'un milieu populaire traditionaliste et ouvrier décidé, Hédi, un jeune bourgeois qui a embrassé la cause révolutionnaire par idéalisme, et Hassen un primaire dévoué et attaché à la cause font partie d'une cellule de résistance à l'occupant.
Ils libèrent des prisonniers, attaquent un dépôt d'armes, exécutent un collaborateur. Hassen et Hédi y perdent la vie. Mustapha qui devient fellaga est capturé et exécuté.

## Fiche technique
- Titre : L'Aube
- Titre original : الفجر (El-Fajr)
- Réalisation : Omar Khlifi
- Scénario : Omar Khlifi
- Montage : Omar Khlifi
- Production : Omar Khlifi
- Société de production : Films Omar Khlifi
- Pays :  Tunisie
- Genre : Drame, historique et guerre
- Durée : 95 minutes
- Dates de sortie : 
  -  Tunisie : 1966

## Distribution
- Mohamed Darragi
- Jamila Ourabi
- Habib Chaâri
- Bchira Hah
- Ahmed Hamza
- Tahar Houas
- Hattab Dhib
- Abderrazak Abiriga